# Girik
Girik is een bestuurslaag in het regentschap Lamongan van de provincie Oost-Java, Indonesië. Girik telt 2145 inwoners (volkstelling 2010).